# Algemeen Nederlands Zangverbond

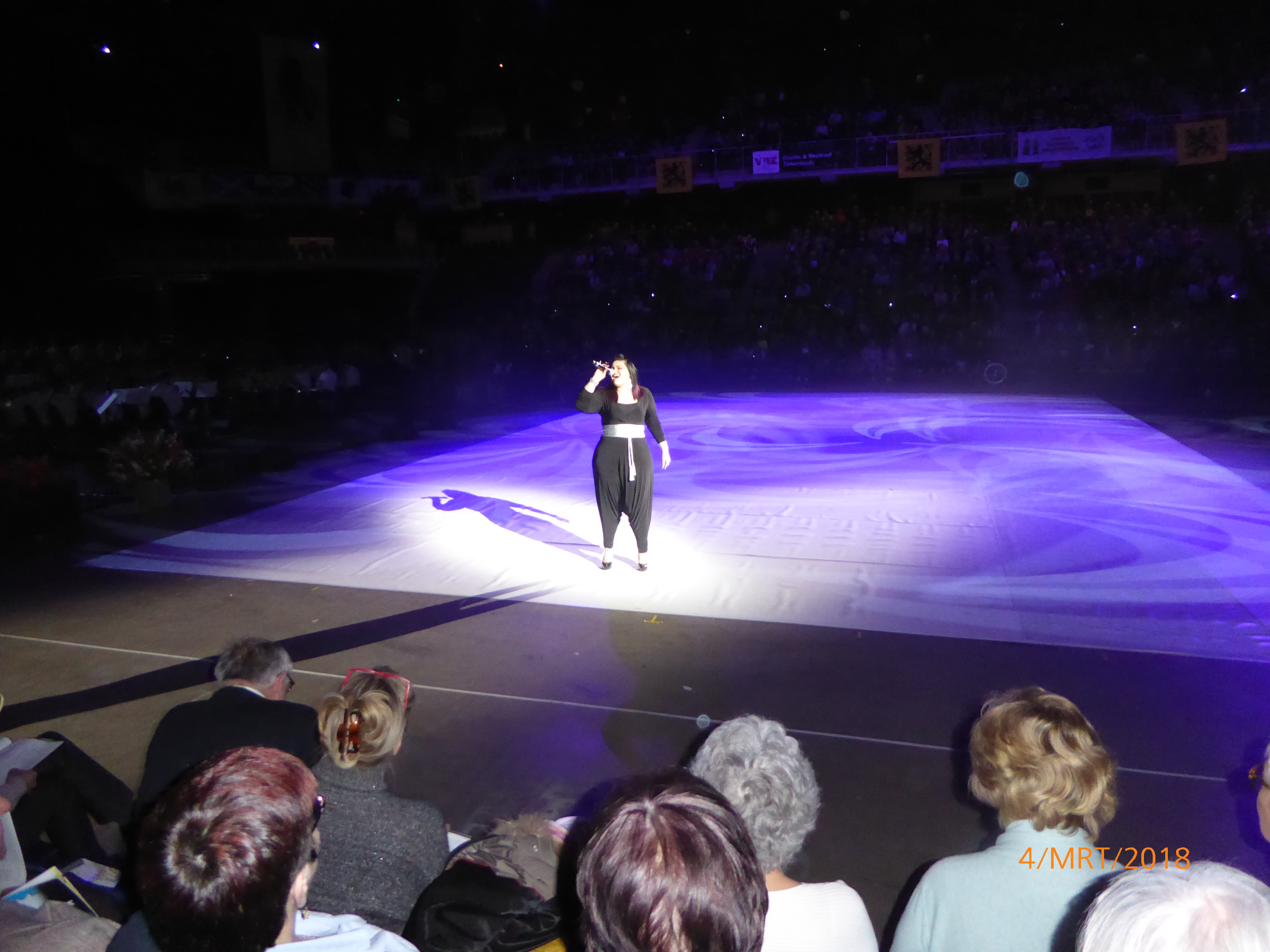
Vlaams Nationaal Zangfeest

Het Algemeen Nederlands Zangverbond of ANZ werd opgericht in 1948 en is een van de belangrijkste promotors van de Vlaamse muziek. Het ANZ organiseert jaarlijks het Vlaams Nationaal Zangfeest in het Antwerpse Sportpaleis.

## Voorzitters
- Herman Wagemans (1948-1952)
- Valeer Portier (1952-1987)
- Richard Celis (1987-1991)
- Hugo Portier (1991-2004)
- Bruno Valkeniers (2004-2006)
- Erik Stoffelen (2007-2019 )
- Bart Fierens (2019- )